# Система управления взаимоотношениями с клиентами
Система управления взаимоотношениями с клиентами (CRM, CRM-система, сокращение от англ. customer relationship management) — прикладное программное обеспечение для организаций, предназначенное для автоматизации стратегий взаимодействия с заказчиками (клиентами), в частности, для повышения уровня продаж, оптимизации маркетинга и улучшения обслуживания клиентов путём сохранения информации о клиентах и истории взаимоотношений с ними, установления и улучшения бизнес-процессов и последующего анализа результатов.
CRM — модель взаимодействия, основанная на теории, что центром всей философии бизнеса является клиент, а главными направлениями деятельности компании являются меры по обеспечению эффективного маркетинга, продаж и обслуживания клиентов. Поддержка этих бизнес-целей включает сбор, хранение и анализ информации о потребителях, поставщиках, партнёрах, а также о внутренних процессах компании. Функции для поддержки этих бизнес-целей включают продажи, маркетинг, поддержку потребителей.

## Состав CRM-системы
CRM-система может включать:
- фронтальную часть, обеспечивающую обслуживание клиентов на точках продаж с автономной, распределенной или централизованной обработкой информации;
- операционную часть, обеспечивающую авторизацию операций и оперативную отчётность;
- хранилище данных;
- аналитическую подсистему;
- распределенную систему поддержки продаж: реплики данных на точках продаж или смарт-карты.

## Классификации CRM-систем

### Классификация по назначению
- Автоматизированная система управления продажами (англ. sales force automation; SFA)
- Управление маркетингом
- Управление клиентским обслуживанием и колл-центрами (системы по обработке обращений абонентов, фиксация и дальнейшая работа с обращениями клиентов)

### Классификация по уровню обработки информации
- Операционный CRM — регистрация и оперативный доступ к первичной информации по событиям, компаниям, проектам, контактам[1].
- Аналитический CRM — отчётность и анализ информации в различных разрезах (воронка продаж, анализ результатов маркетинговых мероприятий, анализ эффективности продаж в разрезе продуктов, сегментов клиентов, регионов и другие возможные варианты).
- Коллаборативный CRM (англ.  collaboration — сотрудничество; совместные, согласованные действия) — уровень организации тесного взаимодействия с конечными потребителями, клиентами, вплоть до влияния клиента на внутренние процессы компании (опросы для изменения качеств продукта или порядка обслуживания, веб-страницы для отслеживания клиентами состояния заказа, уведомление по SMS о событиях, связанных с заказом или лицевым счётом, возможность для клиента самостоятельно выбрать и заказать в режиме реального времени продукты и услуги, а также другие интерактивные возможности).